# Torcuato Ulloa
Torcuato Ulloa (Pontevedra, 1863- ibidem, 1946) fue un periodista y escritor español.

## Biografía
Nacido en 1863, fue redactor, director o colaborador de los periódicos de Pontevedra El Adelanto (1882), La Voz de Elenes (1883), El Noticiero Gallego (1883), Galicia Cómica (1886), Crónica de Pontevedra (1885-1887), Diario de Pontevedra (1887), Los Amigos del Progreso (1886), El Ciclón (1889) y Extracto de Literatura (1893), además de Barcelona Cómica (1894-1896) y Pluma y Lápiz (1903). Amigo de Valle Inclán y autor de una obra titulada Arlequinadas, falleció en 1946.